# Rio Itanhaém

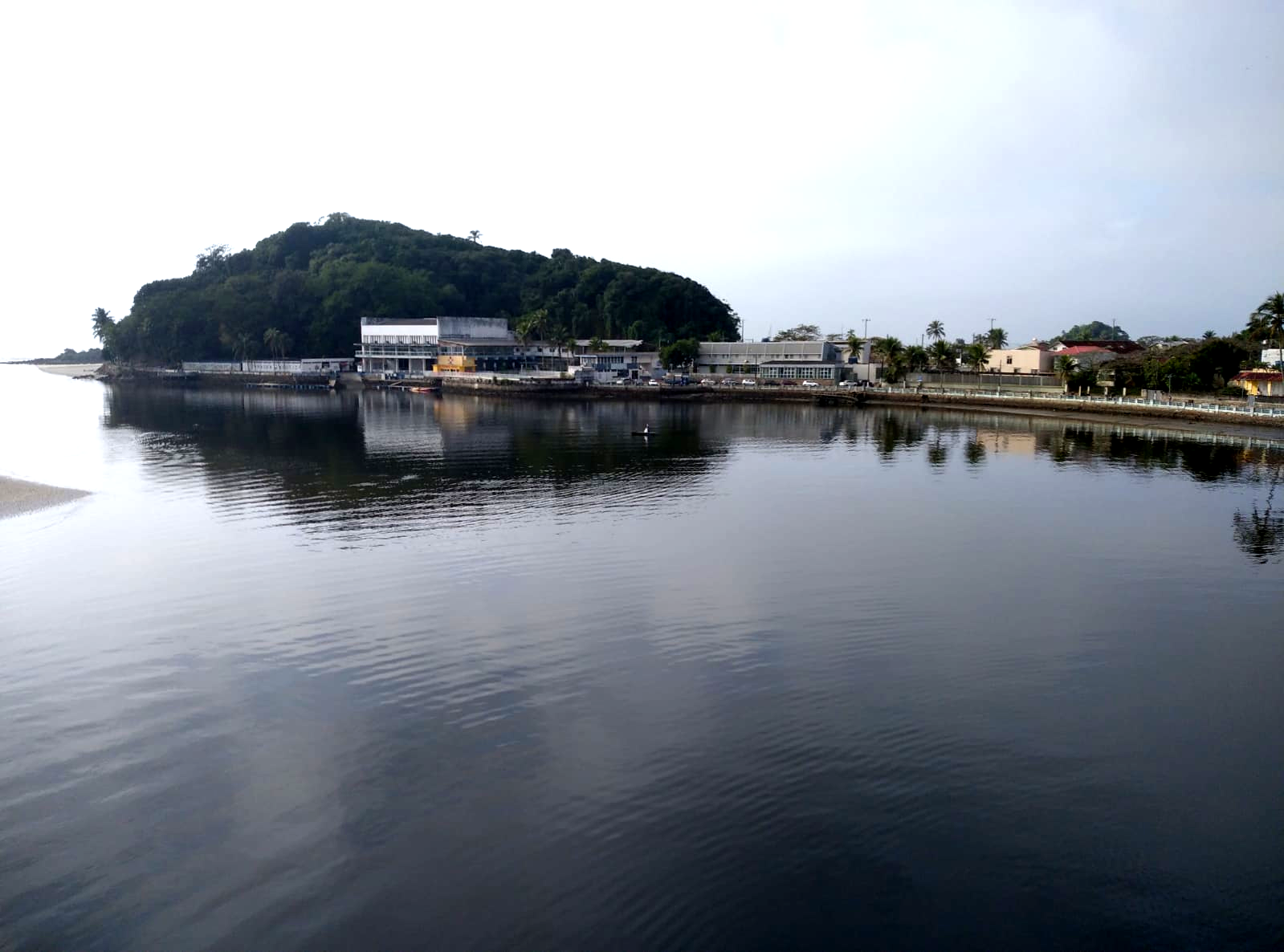
Foz do rio Itanhaém durante a vazante num dia de inverno.

O rio Itanhaém é um curso de água que nasce na Serra do Mar, na região de Marsilac, na cidade de São Paulo, e deságua no Oceano Atlântico, na altura da praia dos Pescadores, no município de Itanhaém (Litoral sul paulista). 

## Afluentes
Após receber as águas do Rio Preto, pelo margem direita, e do rio Branco, pela esquerda, o Itanhaém, percorre aproximadamente 7 km até sua foz, na cidade de Itanhaém, recebendo ainda os seguintes afluentes:
- Rio Guapurá (margem esquerda)
- Ribeirão Cabuçu (margem direita)
- Rio Negro Morto (margem esquerda)
- Rio Volta Deixada (margem direita)
- Rio Campininha (margem esquerda)
- Rio do Poço (margem esquerda)

Ao longo do seu curso, há um grande número cachoeiras. Mas há também estações elevatórias e usinas da Companhia de Saneamento Básico do Estado de São Paulo.

## Navegação
O Itanhaém e seus afluentes já foram navegáveis até suas cabeceiras. Todavia, em razão da intensa deposição de sedimentos, a navegação é atualmente restrita, para embarcações de médio porte, já que determinados pontos só são acessíveis a pequenos barcos.